# Gabriel Veyre
Gabriel Veyre (* 1. Februar 1871 in Septème, Département Isère; † 13. Januar 1936 in Casablanca) war ein französischer Filmschaffender des frühen Kinos. Bekannt ist er für seine Arbeiten in Mexiko, Kuba, Indochina und Marokko. Veyre hatte als Agent der Brüder Lumière Anteil an der Einführung des Films in Mexiko.

## Leben

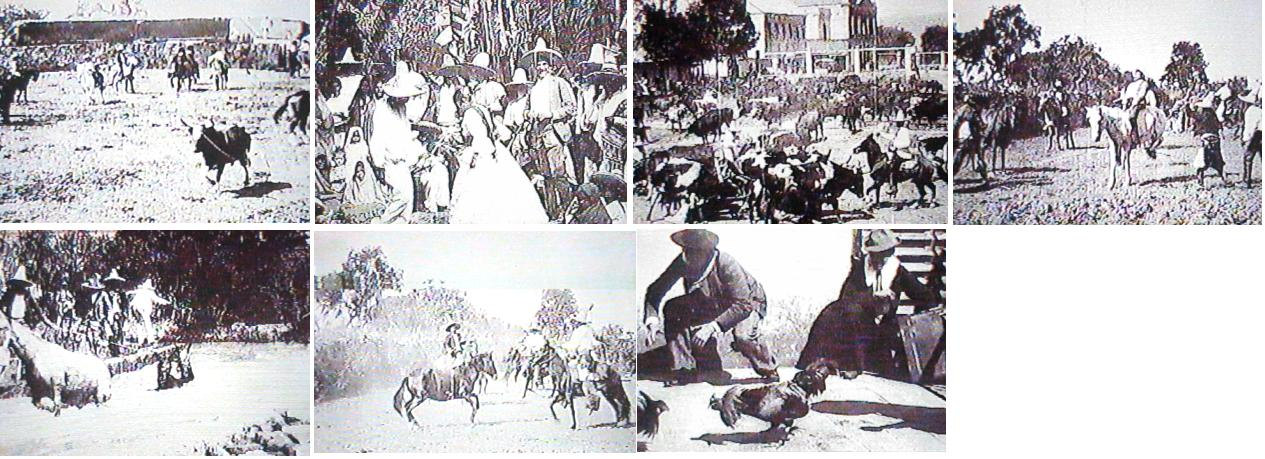
Standbilder aus verschiedenen von Gabriel Veyre 1896 in Atequiza gedrehten kurzen Filmen

Veyre war Apotheker und begann in der Firma der Brüder Lumière zu arbeiten, weil er sich zum einen Abenteuer und ein gutes Auskommen für seine Familie erhoffte. Am 19. Juli 1896 erreichte er New York, um den Cinématographe vorzustellen und zu bewerben. Gemeinsam mit Claude Ferdinand Bon Bernard führte Veyre den Cinématographe in Mexiko ein. Am 6. August 1896 führten sie das Gerät dem Präsidenten Porfirio Díaz und dessen Familie sowie einigen wichtigen Persönlichkeiten wie etwa Kabinettsmitgliedern vor. Drei Wochen später begannen sie die öffentlichen Filmvorführungen vor Publikum. Veyre begann zudem die ersten Filme in Mexiko zu drehen. Diese zeigten vor allem den Präsidenten bei verschiedenen Anlässen. So etwa General Díaz spaziert durch den Chapultepec Park, der erstmals das mexikanische Staatsoberhaupt im Film zeigte. Meist führte er Regie und produzierte, während Bernard der Kameramann war.

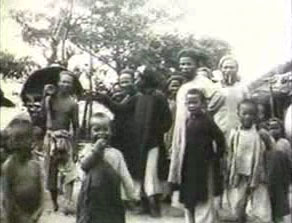
Standbild eines Dorfes, aufgenommen 1899 in Indochina

Ende 1896 verließ er Mexiko wieder und kam am 15. Januar 1897 in Kuba an. Er siedelte sich in der Prado Straße an und begann bereits am 24. Januar mit Filmvorführungen. Beliebt beim Publikum waren importierte Filme wie Die Ankunft eines Zuges auf dem Bahnhof in La Ciotat oder Die Ankunft des Zars in Paris. In Havanna filmte Veyre etwa die Arbeit in einer Feuerwache. Dabei begleitete ihn María Tubau, eine bekannte Theaterschauspielerin. Eine Anekdote besagt, sie habe bloß die Feuerwehrmänner bei der Arbeit sehen wollen. Wahrscheinlicher ist, dass sie durch die Begleitung von Veyre bei seiner Arbeit Kontakt mit dem neuen, für ihre Karriere interessanten Medium aufnehmen wollte. Veyre drehte zudem Aufnahmen von Militärmanövern zu Propagandazwecken, was eine Auflage der Spanier bei der Einreise gewesen war.
Im August 1897 erreichte Veyre Caracas in Venezuela und reiste nach Martinique und Kolumbien. Im Oktober 1897 kam Gabriel Veyre wieder in Paris an, nur um kurze Zeit später über Kanada nach Japan zu reisen, wo er im Oktober 1898 François-Constant Girel als Agent der Lumières ablöste. Zwischen Februar und April 1899 hielt sich Veyre in China auf und arbeitete in der Folge in Hanoi in Indochina, bis er im Februar 1900 wieder nach Paris zurückkehrte. 1900 oder 1901 verließ er die Firma Lumière. Er reiste als unabhängiger Filmvorführer nach Marokko, wo er dem Sultan Abd al-Aziz Photographie und Film vorführte. Bis 1907 hielt sich Veyre dort auf und fertigte auch Photographien an, die er publizierte. 1908 kehrte Gabriel Veyre nach Marokko zurück und hielt sich dort bis zu seinem Tod 1936 auf.